# Atlético Ottawa
Atlético Ottawa ist ein kanadischer Fußballklub, der in der Canadian Premier League spielt.

## Geschichte
Nachdem Wegfall von Ottawa Fury wollte die CPL wieder einen Teilnehmer aus der Region und vergab somit den ersten Platz als Expansion Team an diesen Standort. Das Recht, einen Klub dort teilnehmen zu lassen, erkaufte sich dann Atlético Madrid, das in Zusammenarbeit mit Jeff Hunt, der fortan als Präsident fungierte, diesen im Januar 2020 gründete. Als Name wurde dann Atlético Ottawa bestimmt. Auch in den Farben und dem Wappen des Klubs orientierte man sich sehr stark am spanischen Besitzerklub. Als erster Cheftrainer wurde Mista eingesetzt, für den dies die erste Station als Cheftrainer im Herren-Bereich war.
Die Spielzeit 2020, die aufgrund der COVID-19-Pandemie in einem anderen Modus ausgetragen wurde, schloss der Klub nach sieben Spieltagen und acht gesammelten Punkten auf dem siebten Platz ab, womit man die nächste Runde deutlich verpasste. Die darauffolgende Saison 2021 verlief kaum besser: Diesmal absolvierte die Mannschaft 28 Spieltage, landete mit 26 Punkten aber sogar auf dem letzten Platz. Zur Spielrunde 2022 übernahm dann Carlos González den Posten des Cheftrainers. Hiernach lief es im Spielbetrieb wesentlich besser und mit 49 Punkten erreichte man auf dem ersten Platz am Ende der Regular Season auch erstmals die Playoffs. Gegen den Pacific FC schaffte man nach Hin- und Rückspiel hier einen Sieg über den Pacific FC und traf so im Finale auf den Forge FC, dem man jedoch mit 0:2 unterlag.